# 統監府裁判所令
朝鮮総督府裁判所令（ちょうせんそうとくふさいばんしょれい、明治42年勅令第236号）は、大日本帝国が保護国とした大韓帝国において行う裁判事務について規定した勅令である。明治42年（1909年）10月18日に公布され、翌月1日に施行された。韓国併合の後、朝鮮ニ施行スヘキ法令ニ関スル件（明治43年勅令第324号）に基づく「統監府裁判所令改正ノ件」（明治43年10月1日制令第5号）によって、朝鮮総督府裁判所令と改題された。本令は、第二次世界大戦の敗戦によって、実効性が喪失した。

## 概要
- 総則
  - 統監府裁判所は、統監に直属し、韓国における民事刑事の裁判及び非訟事件に関する事務を掌る（1条）。
  - 統監府裁判所を分かちて、区裁判所、地方裁判所、控訴院及び高等法院とする（2条1項）。
  - 統監府裁判所の設置、廃止及び管轄区域は、統監が定める（2条2項）。
  - 統監府裁判所に統監府判事を置き、判事は、勅任官又は奏任官とする（2条3項）。
  - 統監は、地方裁判所の一部の事務を取り扱わせるため、管轄区域内の区裁判所に地方裁判所の支部を設置することができる（5条1項）。支部の職員は、支部を設置した区裁判所の職員をもって充てる（同条2項）。
  - 統監は、地方裁判所の管轄区域内の一の区裁判所に属する裁判事務の全部又は一部をその地方裁判所の管轄区域内の他の区裁判所に取り扱わせることができる（6条）。

- 事物管轄
  - 区裁判所
    - 裁判所構成法に定める区裁判所の職務を行う（3条1項）。
    - 3条1項に規定するもののほか、韓国人が犯した罪であって、次の各号の一にあたるものの裁判を行う（4条1項）。
      - 韓国の法規によって、1年以下の懲役、禁獄、罰金、笞刑又は拘留の刑にあたる罪（再犯以上として処分すべき場合であっても、区裁判所が裁判を行う。）
      - 韓国刑法大全592条、595条、596条、601条ないし603条、616条及び617条の罪
      - 前号の罪の贓を分かち、又は買得、受寄した罪
      - 韓国刑法大全644条の罪

  - 地方裁判所
    - 裁判所構成法に定める地方裁判所の職務を行う（3条1項）。

  - 控訴院
    - 地方裁判所の裁判に対する控訴及び抗告について裁判を行う（3条2項）。

  - 高等法院
    - 地方裁判所又は控訴院の第二審の判決に対する上告及び控訴院の裁判に対する抗告について裁判を行う（3条2項）。
    - 3条2項に規定するもののほか、裁判所構成法に定める大審院の特別権限に属する職務及び第一審かつ終審として韓国皇族の犯した罪であって禁錮以上又は韓国の法規によって禁獄以上の刑に処すべきものの裁判を行う（3条3項）。

- 裁判所の構成
  - 区裁判所
    - 単独審（7条1項）

  - 地方裁判所
    - 3人の合議審（7条1項）

  - 控訴院
    - 3人の合議審（7条1項）

  - 高等法院
    - 5人の合議審（7条1項）
    - 高等法院のある部において上告を審問した後、従来の判決例に異なる意見を有するときは、その部は、これを高等法院長に報告し、高等法院長は、各部を連合してさらにこれを審問し、かつその裁判をさせる（7条2項）。この場合においては、判事の3分の2以上の列席を要する（同条3項）。

- 予審
  - 統監は、地方裁判所又はその支部の判事の1人又は数人に、その裁判所又は支部の裁判権に属する刑事の予審をすることを命ずる（8条1項）。
  - 高等法院長は、3条3項の予審をなすべき各別の場合について、その院の判事又は下級裁判所の判事にこれをなすことを命ずる（8条2項）。

- 検事局
  - 統監府裁判所に、検事局を並置する（9条1項）。
  - 検事局は、統監の管理に属し、韓国における検察事務を掌る（9条2項）。
  - 検事局の管轄区域は、並置した裁判所の管轄区域と同一とする（9条3項）。
  - 検事局に統監府検事を置く。検事は、勅任官又は奏任官とする（9条4項）。
  - 検事は、検察事務について、上官の命令に従わなければならない（9条5項）。
  - 区裁判所検事の職務は、統監府警視、統監府警部又は統監府裁判所書記に行わせることができる（26条）。

- 書記
  - 統監府裁判所に、書記を置く。書記は、判任官とする（10条1項）。
  - 書記は、裁判所及び検事局に附属する（10条2項）。
  - 高等法院及び控訴院に書記長を置く。書記長は、奏任官とする（21条1項）。書記長は、院長及び検事長の命を受け、庶務を掌る（同条2項）。
  - 書記は、上官の指揮を受け、庶務に従事する（22条）。

- 通訳官・通訳生
  - 統監府裁判所に、通訳官又は通訳生を置く。通訳官は、奏任官、通訳生は、判任官とする（11条1項）。
  - 通訳官及び通訳生は、裁判所及び検事局に附属する（10条2項）。
  - 通訳官及び通訳生は、上官を指揮を受け、翻訳及び通訳に従事する（23条）。

- 司法行政
  - 高等法院に、高等法院長を置く（12条1項）。高等法院長は、統監の指揮監督を受け、その院の行政事務を掌理する（同条2項）。
  - 控訴院に、控訴院長を置く（13条1項）。控訴院長は、統監の指揮監督を受け、その院の行政事務を掌理し、管轄区域内の下級裁判所の行政事務を指揮監督する（同条2項）。
  - 地方裁判所に、地方裁判所長を置く（14条1項）。地方裁判所長は、その裁判所の行政事務を掌理し、管轄区域内の区裁判所の行政事務を指揮監督する（同条2項）。
  - 区裁判所の判事は、その裁判所の行政事務を掌理する（15条1項）。判事が2人以上あるときは、上席の判事がその職務を行う（同条2項）。
  - 高等法院、控訴院及び地方裁判所の各部に部長を置く（16条1項）。部長は、各その長官の命を受け、部の事務を掌る（同条2項）。
  - 高等法院検事局に高等法院検事長を置く（17条1項）。高等法院検事長は、統監の指揮監督を受け、その局の事務を掌理し、下級検事局を指揮監督する（同条2項）。
  - 控訴院検事局に控訴院検事長を置く（18条1項）。控訴院検事長は、その局の事務を掌理し、管轄区域内の下級検事局を指揮監督する（同条2項）。
  - 地方裁判所検事局に地方裁判所検事正を置く（19条1項）。地方裁判所検事正は、その局の事務を掌理し、管轄区域内の区裁判所検事局を指揮監督する（同条2項）。
  - 区裁判所の検事は、その裁判所検事局の事務を掌理する（20条1項）。検事が2人以上あるときは、上席の検事がその職務を行う（同条2項）。

- 定員
  - 統監府裁判所及び検事局職員の定員は、各裁判所及び検事局を通じて次のとおりとする（24条）。
    - 判事 - 329人
    - 検事 - 85人
    - 書記長 - 4人
    - 通訳官 - 4人
    - 書記 - 368人
    - 通訳生 - 187人

- 韓国人の判事及び検事の特例
  - 韓国人の判事又は検事は、民事にあっては原告及び被告とも韓国人である場合、刑事にあっては被告人が韓国人である場合に限り、その職務を行う（25条）。

- 統監府裁判所及び検事局の事務処理に関する規程は、統監が定める（27条）。

なお、統監府裁判所における司法事務の取扱いに関する勅令として、統監府裁判所司法事務取扱令（明治42年勅令第237号）が制定されている。
また、統監府法務院官制は、本令附則28条2項の規定に基づき、明治42年（1909年）10月31日をもって廃止された。